# Hyamia trilineata
Hyamia trilineata är en fjärilsart som beskrevs av William Schaus 1914. Hyamia trilineata ingår i släktet Hyamia och familjen nattflyn. Inga underarter finns listade i Catalogue of Life.